# Parque Oncol

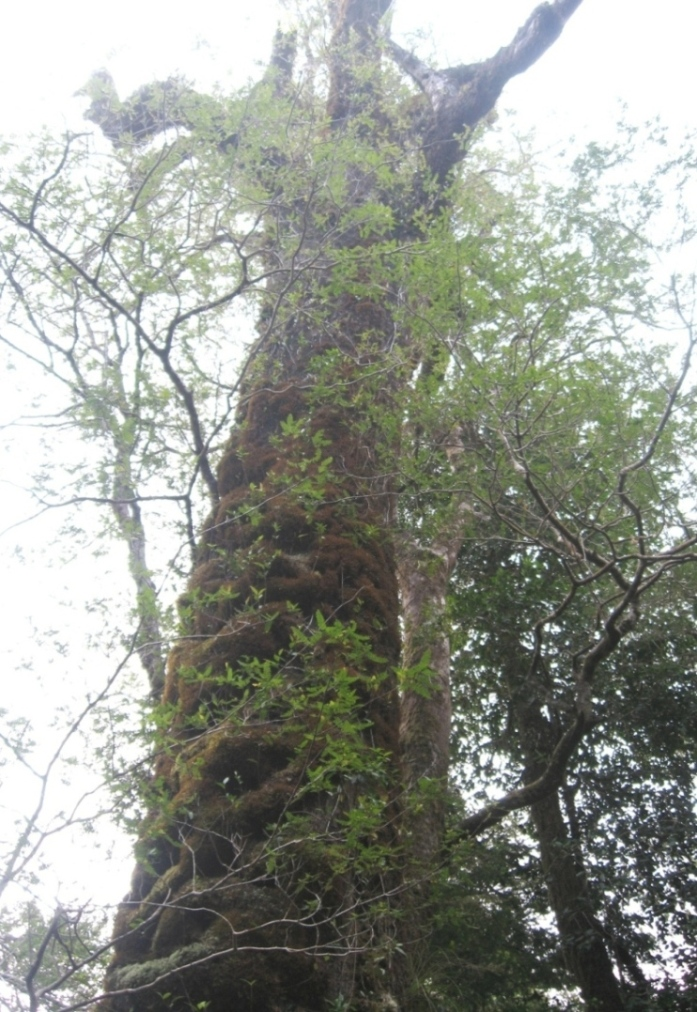
Ejemplar de Weinmannia trichosperma del Parque Oncol, apodado "Abuelo Tineo".

El Parque Oncol es una reserva forestal privada que se ubica a 28 kilómetros al noroeste de la ciudad de Valdivia, en la Región de Los Ríos, Chile. 
Posee una superficie de más de 2.500 hectáreas, de bosque valdiviano, concentradas en su mayoría en el cerro Oncol, el punto más alto de la cordillera de la Costa en la provincia de Valdivia. Sus bosques están compuestos predominantemente por canelo, ulmo, olivillo, mañío hembra, mañío macho, tepa y tepú, entre otras especies. Entre las especies conservadas se halla la tupa rosada (Lobelia bridgesii), el palo de brujos o latúe (Latua pubiflora) y una amplia diversidad de helechos y musgos briófitos. 
Ocupa el costado sur del cerro Oncol junto al santuario de la naturaleza Carlos Anwandter del río Cruces. La cima del cerro alcanza una altitud de 715 m s. n. m., y se encuentra a solo 5 kilómetros de la costa. 
En el parque se encuentran áreas para acampar y hacer pícnic; además existen 4 miradores. Dos se encuentran a paso de vehículos, con vista a la ciudad de Valdivia. Los miradores de la cima del cerro Oncol tienen una completa vista panorámica hacia el mar, hacia ambas cordilleras, y al valle central. Desde aquí se pueden apreciar once volcanes, desde el Llaima por el norte hasta el volcán Osorno y el Tronador en la frontera con Argentina por el sur.
El parque es propiedad de la empresa «Forestal Valdivia», perteneciente a «Celulosa Arauco y Constitución» y se encuentra abierto todo el año.